# 蓮尚寺 (越前市)
蓮尚寺（れんしょうじ）は、福井県越前市本町にある日蓮宗の寺院。山号は法栄山。旧本山は大本山妙顕寺(四条門流)、莚師法縁(隆源会)。境内には福井藩家老本多家の2代本多昌長の正室、3代本多長員の正室の墓所がある。

## 歴史
応永年間（1394年 - 1428年）に越前国の守護代・朝倉氏の庇護を受け一乗谷に創建された。天正年間（1573年 - 1592年）、長尾晴景（上杉謙信の兄）の子孫の長尾宗賢の開基で正法院日林を開山に現在地に移して再興された。その後宝暦12年（1762年）と嘉永5年（1852年）の2度火災により焼失。現在の本堂は明治12年（1879年）に再建されたもの。

## 境内
- 本堂

## 歴代
- 正法院日林

## 関連資料
- 武生市史編纂委員会編『武生市史 資料篇（神社・仏寺所蔵文書）』武生市（1965年）
- 福井県『福井県史 資料編6（中・近世 4 武生市・今立郡・南条郡）』福井県（1987年）